# Tzitzikamaia irrorata
Tzitzikamaia irrorata är en insektsart som beskrevs av Rauno E. Linnavuori 1961. Tzitzikamaia irrorata ingår i släktet Tzitzikamaia och familjen dvärgstritar. Inga underarter finns listade i Catalogue of Life.